# العلاقات الإندونيسية الكندية
العلاقات الإندونيسية الكندية هي العلاقات الثنائية التي تجمع بين إندونيسيا وكندا.

## مقارنة بين البلدين
هذه مقارنة عامة ومرجعية للدولتين:
| وجه المقارنة                                              | إندونيسيا         | كندا                     |
| --------------------------------------------------------- | ----------------- | ------------------------ |
| المساحة (كم2)                                             | 1.90 مليون        | 9.98 مليون               |
| عدد السكان (نسمة)                                         | 263.99 مليون      | 35.70 مليون              |
| الكثافة السكانية (ن./كم²)                                 | 138.94            | 3.58                     |
| العاصمة                                                   | جاكرتا            | أوتاوا                   |
| اللغة الرسمية                                             | اللغة الإندونيسية | لغة إنجليزية، لغة فرنسية |
| العملة                                                    | روبية إندونيسية   | دولار كندي               |
| الناتج المحلي الإجمالي (بليون دولار)                      | 1.02 تريليون      | 1.65 تريليون             |
| الناتج المحلي الإجمالي (تعادل القوة الشرائية) بليون دولار | 2.85 تريليون      | 1.59 تريليون             |
| الناتج المحلي الإجمالي الاسمي للفرد دولار أمريكي          | 3.35 ألف          | 43.25 ألف                |
| الناتج المحلي الإجمالي للفرد دولار أمريكي                 | 10.52 ألف         | 45.07 ألف                |
| مؤشر التنمية البشرية                                      | 0.684             | 0.913                    |
| رمز المكالمات الدولي                                      | +62               | +1                       |
| رمز الإنترنت                                              | .id               | .ca                      |
| المنطقة الزمنية                                           |                   |                          |

## مدن متوأمة
في ما يلي قائمة باتفاقيات التوأمة بين مدن إندونيسية وكندية:
- ترتبط تانقيرانغ مع ميسيساغا باتفاقية توأمة.

## منظمات دولية مشتركة
يشترك البلدان في عضوية مجموعة من المنظمات الدولية، منها:
| علم المنظمة | اسم المنظمة                                      | تاريخ انضمام إندونيسيا | تاريخ انضمام كندا |
| ----------- | ------------------------------------------------ | ---------------------- | ----------------- |
|             | مؤسسة التنمية الدولية                            | 20 أغسطس 1968          | 24 سبتمبر 1960    |
|             | الأمم المتحدة                                    | 28 سبتمبر 1950         | 9 نوفمبر 1945     |
|             | منظمة التجارة العالمية                           | ?                      | ?                 |
|             | يونسكو                                           | 27 مايو 1950           | 4 نوفمبر 1946     |
|             | المنظمة الهيدروغرافية الدولية                    | ?                      | ?                 |
|             | وكالة ضمان الاستثمار متعدد الأطراف               | 12 أبريل 1988          | 12 أبريل 1988     |
|             | منظمة الشرطة الجنائية الدولية                    | 5 أكتوبر 1954          | ?                 |
|             | المركز الدولي لتسوية المنازعات الاستشارية        | 28 أكتوبر 1968         | 1 ديسمبر 2013     |
|             | مجموعة العشرين                                   | ?                      | ?                 |
|             | الفريق المعني برصد الأرض                         | ?                      | ?                 |
|             | البنك الدولي للإنشاء والتعمير                    | 13 أبريل 1967          | 27 ديسمبر 1945    |
|             | الاتحاد البريدي العالمي                          | ?                      | ?                 |
|             | الاتحاد الدولي للاتصالات                         | 1949                   | 1 يوليو 1908      |
|             | بنك التنمية الآسيوي                              | 1966                   | 1966              |
|             | منظمة حظر الأسلحة الكيميائية                     | ?                      | ?                 |
|             | مؤسسة التمويل الدولية                            | 23 أبريل 1968          | 20 يوليو 1956     |
|             | منتدى التعاون الاقتصادي لدول آسيا والمحيط الهادئ | 6 نوفمبر 1989          | 6 نوفمبر 1989     |
|             | منتدى آسيان الإقليمي ‏                            | ?                      | ?                 |

## أعلام
هذه قائمة لبعض الشخصيات التي تربطها علاقات بالبلدين:
- أليكساندر ترودو (صحفي كندي، 25 ديسمبر 1973 – )
- جاستن ترودو (سياسي كندي، 25 ديسمبر 1971[21][22] – )
- كريستين كريوك (ممثلة كندية، 30 ديسمبر 1982 – )
- مارجريت ترودو (10 سبتمبر 1948[23] – )
- ميشيل ترودو (عالم أحياء دقيقة كندي، 2 أكتوبر 1975 – 13 نوفمبر 1998)

## وصلات خارجية
- موقع وزارة الخارجية الإندونيسية
- موقع وزارة الخارجية الكندية